# 花の罪
『花の罪』（はなのつみ）はフジテレビ系ライオン奥様劇場枠で1967年2月13日～4月7日に放送された連続テレビ映画である。白黒作品。全40回。

## 概要
「奥様劇場」第23作。愛する人の前で裁かれる薄幸のヒロイン。それに絡む母子の愛情、渦巻く陰謀など、主人公路子の波乱の人生を描いてゆく。「女の波紋」「女の盛装」と並ぶNMC制作の法廷ものの代表作である。平均視聴率24.5％（同劇場枠歴代6位）、最高視聴率29.9％（同5位。いずれもビデオリサーチ関東地区調べ）の大ヒットドラマ。一部の資料に「花の扉」とあるのは誤り。

## 物語
事故で父を失った岸本路子は、東京の女子美大に合格したの機に母とともに上京した。学資金を作るため銀座の画廊でアルバイトを始めた路子は、ある日主人に頼まれて絵の代金を受け取りに行った帰途、ひったくりに遭ってしまうが、一人の青年にその危機を救われた。その日、司法試験に合格したばかりだと快活に笑う青年、本間昭彦は純真な路子を見初めて交際を申し込み、二人の仲は急速に進展した。昭彦の母も路子に好意を持った。画廊には若い画家、瀬沼正之が絵を売りにたびたび姿を見せていた。主人は瀬沼の才能は認めていたが、あまりにも絵が暗く、売り物にならないと批判していた。路子もその暗さに、なんとも言えない不吉なものを感じていた…。

## キャスト
- 岸本路子 ……… 三原有美子
- 岸本雪枝 ……… 福田公子
- 瀬沼正之 ……… 天田俊明
- 本間昭彦 ……… 清川新吾
- 塚田信夫 ……… 石山政春
- 葉山弓子 ……… 沢阿由美
- 永井秀明
- 浅茅しのぶ
- 新井茂子
- 灰地順

## スタッフ
- 脚本：堀内真直、柳川創造
- 監督：堀内真直、土屋蔵三、柳瀬観
- 音楽：大森盛太郎
- プロデューサー：大橋正次（NMC）
- 制作：フジテレビ・NMC

## 主題歌
- 「花の罪」（歌：笹みどり）
  - 作詞：星野哲郎／作曲：富侑栄／編曲：安田彫花

## 参考資料
- 「テレビジョンドラマ」（放送映画出版）
- 「花の罪」シナリオ決定稿

| フジテレビ ライオン奥様劇場     | フジテレビ ライオン奥様劇場     | フジテレビ ライオン奥様劇場            |
| 前番組                          | 番組名                          | 次番組                                 |
| ------------------------------- | ------------------------------- | -------------------------------------- |
| 彼岸花 （1967.1.2 - 1967.2.10） | 花の罪 （1967.2.13 - 1967.4.7） | 愛よふたたび （1967.4.10 - 1967.5.19） |